# Gaetano Lanfranchi
Gaetano Lanfranchi, noto anche con lo pseudonimo di Nino (Palazzolo sull'Oglio, 8 aprile 1901 – Brescia, 8 aprile 1983), è stato un imprenditore e bobbista italiano.

## Biografia
Impegnato nell'azienda familiare, produttrice di bottoni e fibbie per cinture, come il fratello Agostino si dedicò alle corse automobilistiche, con la sua Bugatti sportiva con cui vinse il Campionato italiano 1932, e alla motonautica (fu campione italiano della classe 250), interesse poi condiviso anche dalla moglie. A Sankt Moritz praticò pattinaggio, skeleton e bob e gareggiò insieme ad Agostino alle Olimpiadi invernali di Lake Placid 1932 con la Nazionale di bob dell'Italia a due e a quattro uomini. Gaetano sostenne le istituzioni ecclesiastiche e il restauro delle chiese, fu il primo sindaco di Cologne, nel bresciano, dopo la fine del regime fascista, e fu anche presidente del Centro Sportivo Italiano di Brescia. Morì il giorno del suo 82º compleanno.